# Bolchov
Bolchov, in russo Болхов? (anche traslitterato come Bolhov o Bolkhov) è una città della Russia europea sudoccidentale, situata nell'Oblast' di Orël, 60 chilometri a nord del capoluogo Orël, sulle rive del fiume Nugr'; è il capoluogo del distretto di Bolchovskij.
Appare nelle cronache locali a partire dal XIII secolo; stazione di frontiera ai tempi della Moscovia, ottenne lo status di città nel 1778.

## Geografia fisica

### Clima
La città di Bolchov ha un clima continentale freddo.

## Società

### Evoluzione demografica
Fonte: mojgorod.ru
- 1897: 21.446
- 1939: 12.681
- 1970: 13.283
- 1989: 13.071
- 2002: 12.148
- 2010: 11.421
- 2018: 11.097